# 顾炬
顾炬（1964年7月—2020年7月10日），男，上海人，中国财政工作者、审计师，国家税务总局原副局长。上海市税务学会副会长。

## 生平
1964年生于上海。早年在嘉定县财政局、税务局工作。1995年至1999年，历任嘉定区徐行镇委副书记、镇长，镇委书记、人大主任。1999年11月，任上海市国家税务局、地方税务局稽征管理处处长。2000年11月，任上海市财政局、地方税务局局长助理兼预算处处长。2003年1月，任上海市国税局副局长，2006年3月升任局长。2009年1月，任上海市国税局、地税局局长。2014年调至中央，任国家税务总局财产和行为税司司长。2014年10月17日，任国家税务总局总审计师。2015年5月22日，不再兼任财产和行为税司司长职务。同年10月，出任国家税务总局副局长。2018年6月卸任。 2020年7月10日在上海逝世。